# 后宰门街 (济南)
后宰门街为山东省济南市历下区大明湖街道内的一条街道，东侧与县西巷、钟楼寺街相接，旧时可通历城县衙，西侧与曲水亭街相接，可经过辘轳把子街、花墙子街后到达文庙和芙蓉街，南侧可通院后街、通珍池街至珍珠泉，北侧可通岱宗街、万寿宫街至百花洲和大明湖，此街在明以前曾称为“百花桥街”，因明成化年间德王朱见潾在其南侧（今珍珠泉一带）修建王府，此街在王府北门广智门（又称厚载门）以北，所以改称厚载门街，后又演变为今名。
后宰门街为济南清代、民国时期商铺云集的商业街道，集中了济南的大量老字号，较有名的有九华楼饭庄、同元楼饭庄、远兴斋酱园和庆育药店，街上也集中了济南的一些宗教建筑，如碧霞宫（今为民宅）、福慧禅林院（今仅存大殿）、关帝庙和后宰门教堂等，此外，街上的大公石印馆为山东第一家石印馆，其印刷的四开版《简报》为民国时期济南最有影响的报纸之一。1949年后仍有较多的副食店、点心铺以及百货店，其后济南商业中心转到泉城路一带，此街逐渐没落。
2006年初至2008年，济南市政府对后宰门街曾进行了一年时间的保护性修复和仿古式改造，以作为“老城古巷泉水游”的一部分，2010年又被重新规划，将路北的建筑全部拆除（包括庆育药店旧址等历史建筑），并将居民全部搬迁，意图打造集商业、餐饮、旅游和居住于一体的新的城市景观。